# Sala Clementina

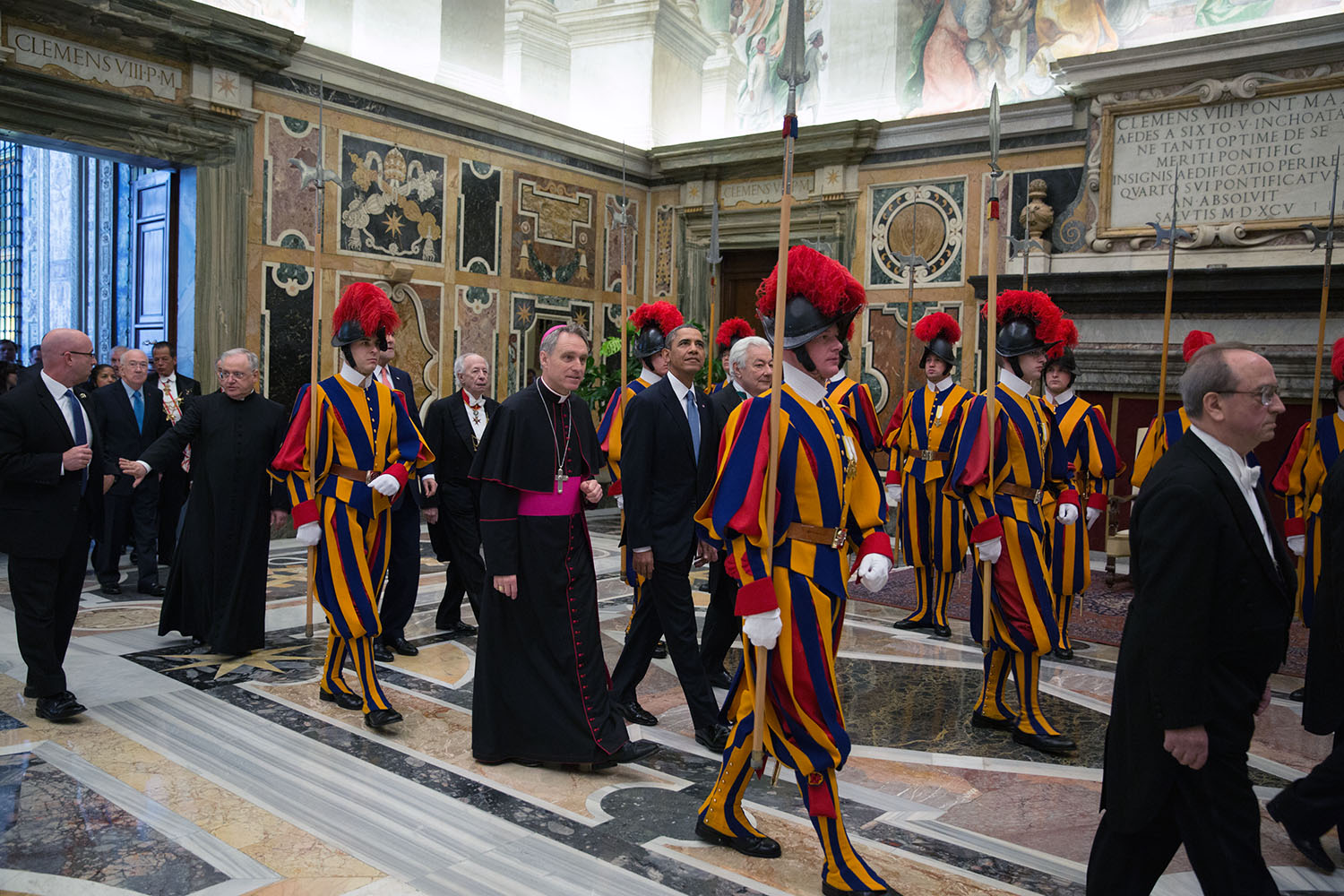
Il presidente degli Stati Uniti Barack Obama accompagnato dal Prefetto della Casa pontificia e dai dignitari vaticani, attraversa la Sala Clementina per incontrarsi con papa Benedetto XVI

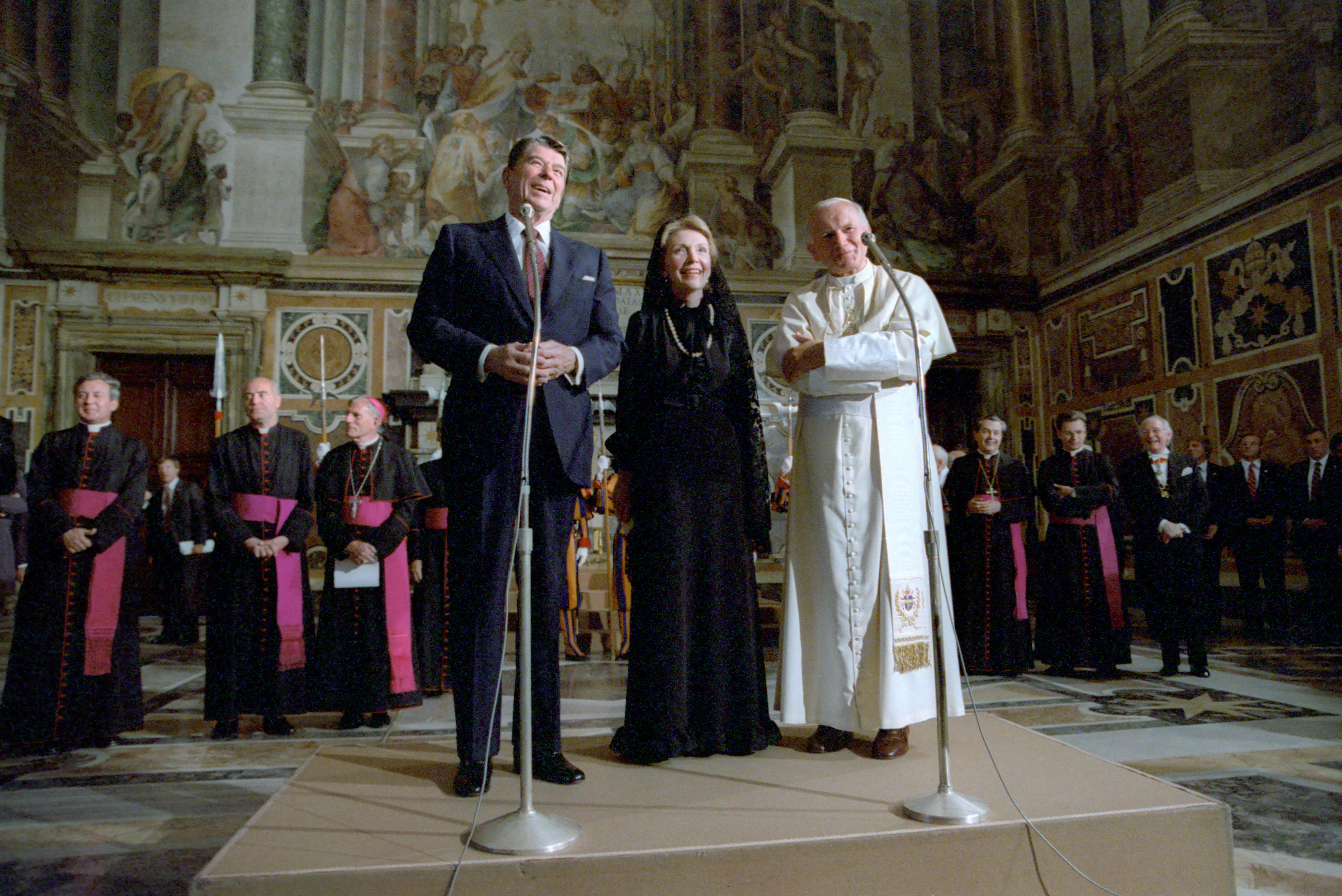
Il presidente degli Stati Uniti Ronald Reagan accompagnato dalla moglie Nancy, con papa Giovanni Paolo II nella Sala Clementina, dopo l'incontro nella biblioteca privata

La Sala Clementina è una delle sale d'onore dell'Appartamento nobile sito alla Seconda Loggia del Palazzo Apostolico accanto alla basilica di San Pietro nella Città del Vaticano. Essendo la prima delle anticamere, è sempre interessata dal protocollo diplomatico e di stato, in quanto attraversata dai principali ospiti (quali Monarchi, Capi di Stato e di Governo) che si recano in udienza privata dal Papa. In quanto Anticamera pontificia, è custodita e regolata dal Decano di Sala che, coadiuvato dai Sediari pontifici, ne cura l'ordine e gli accessi, oltreché ne gestisce il cerimoniale.
Fu costruita nel XVI secolo per volere di papa Clemente VIII in onore di papa Clemente I, il terzo successore di san Pietro. 
La Sala Clementina è ricoperta da affreschi rinascimentali e varie opere d'arte di notevole importanza. È usata dal papa come sala per le udienze a delegazioni di particolare importanza, come il corpo diplomatico accreditato presso la Santa Sede, il collegio dei cardinali, le varie conferenze episcopali. Nella Sala Clementina veniva inoltre esposto, dopo la morte, il corpo del papa affinché i membri della famiglia pontificia e della curia romana potessero rendergli omaggio prima della solenne traslazione nella Basilica di San Pietro.

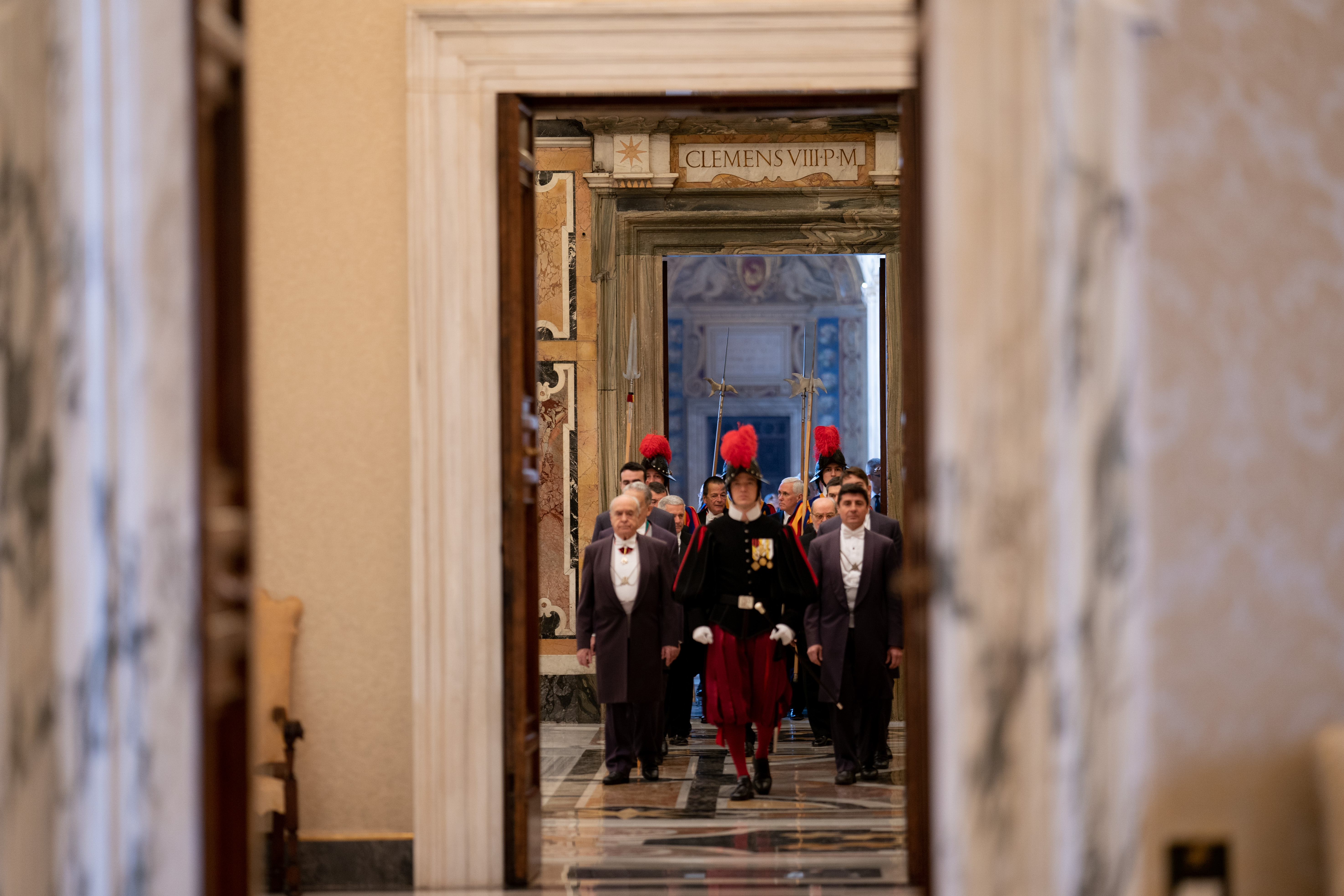
Il vice presidente degli Stati Uniti attraversa la Sala Clementina, in solenne corteo dei dignitari, verso l'udienza privata con Papa Francesco

## Affreschi
Sopra le porte principali che consentono l'accesso alla sala è collocato l'affresco intitolato il Martirio di san Clemente del pittore fiammingo Paul Bril. Nella parete opposta vi sono gli affreschi del Battesimo di san Clemente, dei pittori italiani Cherubino Alberti e Baldassare Croce, e un'Allegoria dell'Arte e della Scienza di Giovanni e Cherubino Alberti. I fregi sulle pareti laterali raffigurano le allegorie delle virtù cardinali di Alberti e Croce e, sulla parete opposta, delle virtù teologali da parte degli stessi artisti. Sul soffitto è dipinta l'Apoteosi di san Clemente di Giovanni Alberti.